# Космос-149
Ко́смос-149 («ДС-МО» № 1) — советский научно-исследовательский спутник серии космических аппаратов «Космос» типа «ДС-МО», запущенный в 1967 году для дистанционного зондирования Земли, исследования атмосферы Земли и отработки аэродинамической системы ориентации.

## История создания
В декабре 1959 года создается Межведомственный научно-технический совет по космическим исследованиям при Академии Наук СССР во главе с академиком М. В. Келдышем, на который возлагается разработка тематических планов по созданию космических аппаратов, выдача основных тематических заданий, научно-техническая координация работ по исследованию и освоению верхних слоев атмосферы и космического пространства, подготовка вопросов организации международного сотрудничества в космических исследованиях.
Членом Президиума Межведомственного научно-технического совета по космическим исследованиям утверждается М. К. Янгель. В области прикладных задач проведения подобных работ было поручено НИИ-4 Министерства обороны СССР.
В 1962 году в программу второй очереди пусков ракеты-носителя «63С1», были включены космические аппараты «ДС-А1», «ДС-П1», «ДС-МТ» и «ДС-МГ».

## Особенности конструкции
Научный аппаратный комплекс космического аппарата «Космос-149» включал в себя:
- телевизионная аппаратура «Топаз-25-М» — съёмка и передачи телеизображения на наземные пункты;
- актинометрическая аппаратура «Актин-1» в составе:

 — телефотометры ТФ-3А и ТФ-3Б — измерение углового распределения энергетической яркости уходящей коротковолновой радиации в видимом, ближнем УФ и инфракрасном частях спектра;
 — спектроанализатор СА-2 — измерение длинноволновой радиации Земли в спектральном диапазоне 8-12 мкм;
 — приборы РБ-21 и РВ-2П — измерение отраженной солнечной радиации и собственного излучения Земли и атмосферы;
 — манометр РИМ-901 — измерение и анализ потока нейтральных молекул (на космическом аппарате № 2).

## Назначение
Научными задачами космического аппарата являлись:
- исследование изменений радиационного баланса Земли и её атмосферы в видимой, ближней ультрафиолетовой и инфракрасной областях спектра
- получение изображений облачного покрова Земли и подстилающей поверхности с целью определения параметров состояний атмосферы и облачного покрова
- определение температуры подстилающей поверхности Земли
- определение высоты верхней границы облаков
- получение карты распределения озона и водяного пара в атмосфере.

Важной технологической задачей аппарата являлось испытание и анализ работы систем и конструкций аэродинамической ориентации и аэрогироскопической стабилизации.
Постановщиком экспериментов стал Институт физики Земли (ныне Институт физики Земли им. О. И. Шмидта).

### Запуск
Космический аппарат «Космос-149» был запущен 21 марта 1967 года ракета-носителем «63С1» со стартовой площадки «Маяк-2» космодрома Капустин Яр.
У космического аппарата сразу после запуска начались проблемы со стабилизацией, из-за чего спутник перешёл в небольшое вращение вокруг продольной оси, поэтому качество и количество данных было ограниченно.

### Результаты эксперимента
Спутник проработал до 8 апреля 1967 года.
В результате экспериментов была выполнена комплексная программа по изучению отраженной от Земли солнечной радиации в видимом, ультрафиолетовом и инфракрасном частях спектра, а также собственного излучения Земли в инфракрасном диапазоне.
Были разработаны методы определения некоторых параметров атмосферы, облачного покрова и земной поверхности, которые были рекомендованы для практического применения в метеорологии.
Успешно отработана аэродинамической ориентации и аэрогироскопической стабилизации.
Также впервые приём телеметрической информации, в частности, телевизионного изображения Земли, передаваемой со спутника аппаратурой «Топаз-25-М», осуществлялся непосредственно в ОКБ-586 в специально созданной для этих целей лаборатории.

## Статьи
- В. Агапов. К запуску первого ИСЗ серии «ДС» // «Новости космонавтики» : журнал. — М.: Видеокосмос, 1997. — Т. 7, вып. 10—23 марта, № 6/147. Архивировано 2 февраля 2014 года.
- Марченко Марина. Спутники серии «Космос» // «Техника молодёжи» : журнал. — М., 1979. — № 12. — С. 40—41.